# Burmistrzowie Grodziska Wielkopolskiego
Tabele przedstawiają burmistrzów Grodziska Wielkopolskiego od XIV do XXI wieku.

## Wzmianki o burmistrzach od XIV do początku XX wieku
| Wzmianka    | Imię       | Nazwisko     | Uwagi                     |
| ----------- | ---------- | ------------ | ------------------------- |
| 1379        | Walter     |              | pierwszy znany z nazwiska |
| 1426        | Jan        |              | krawiec                   |
| 1663-1664   | Zachariasz | Brukarczyk   | proconcul                 |
| 1670-1676   | Jan        | Cichoszewski |                           |
| 1708        | Andrzej    | Gęzikiewicz  |                           |
| 1774        | Jerzy      | Sawicki      |                           |
| 1793        |            | Debczyński   |                           |
| 1794        | Zygmunt    | Brummer      |                           |
| 1848        | Florian    | Cichoszewski | tymczasowy                |
| 1848        | Liebermann | Speyer       | tymczasowy                |
| 1848 i 1850 |            | Raschke      |                           |
| 1864        | Johan      | Monke        |                           |
| 1891        |            | Baeutsch     |                           |
| 1893        | Carl       | Priebe       |                           |
| 1908        |            | Gutsche      |                           |

## Burmistrzowie w latach 1918–2023
| Lata urzędowania | Imię i nazwisko           | Uwagi                                                                                               |
| ---------------- | ------------------------- | --------------------------------------------------------------------------------------------------- |
| 19??–1918        | Hovke                     | |
| 1918–1919        | Bortkiewicz               | |
| 1919–1930        | Jan Krzymiński            | |
| 1930–1932        | Kazimierz Czyszewski      | |
| 1932–1935        | Czesław Krzowski          | major piechoty stanu spoczynku Wojska Polskiego, od 1 maja 1935 burmistrz tymczasowy Nowego Tomyśla |
| 1935–1939        | Roman Wiktor Mazurkiewicz | |
| 1939–1941/42     | Gustaw Bielke             | |
| 1941/42–1945     | Albert Hedwig             | |
| 1945             | Michał Wasik              | zwolniony ze stanowiska za rzekome „sanacyjne” poglądy                                              |
| 1945–1949        | Stanisław Łysiak          | |
| 1949             | Władysław Lubański        | |
| 1949             | Władysław Nowak           | |
| 1949–1950        | Franciszek Pasiciel       | |
| 1990–1994        | Tadeusz Błaszak           | |
| 1994–2002        | Waldemar Kandulski        | |
| 2002–2018        | Henryk Szymański          | |
| 2018–            | Piotr Hojan               | |